# Porte di Alatri
Lungo la cerchia esterna delle mura di Alatri  si aprono cinque porte di accesso. Di queste, quattro sono quelle da considerarsi principali, per dimensioni e per posizione in corrispondenza dei tracciati viari più antichi ed importanti della città: sono Porta San Francesco, Porta San Pietro, Porta Portati e  Porta San Nicola; a queste è da aggiungere una quinta porta, più piccola - Porta San Benedetto - recuperata all'uso nel XX secolo, unica rimasta con l'originale architrave monolitico.
Ulteriore accesso secondario alla città, che si apre nel tratto meridionale delle mura, utilizzato in passato per raggiungere i campi, è quello di Portadini. Non lontano da questa, poco più a oriente, esiste una portella senza nome, murata, rimasta con l'architrave originale.

## Porta San Francesco
Collocata sul lato occidentale delle mura, era originariamente l'accesso del decumano massimo di epoca romana. Ha assunto l'aspetto attuale di arco bugnato nell'Ottocento, quando l'architetto Jacopo Subleyras ridisegnò il fornice. Il nome della porta si deve alla Chiesa e al convento di San Francesco che sorgono di lì a poco; in precedenza era nota come Porta San Benedetto, dal nome della piccola chiesa che si trova immediatamente all'interno  e dell'attiguo ex-ospedale. 
Originariamente la porta doveva essere molto più stretta e bassa, allargandosi poi in un vestibolo in opera poligonale, conservatosi in gran parte, che termina con gli stipiti di un'originaria controporta di chiusura, circa 7 metri all'interno; tale struttura serviva per imprigionare i nemici che avessero sfondato la prima porta senza poter oltrepassare il secondo blocco. 
È stata rinvenuta la pavimentazione basolata di epoca romana che si trovava ad ottanta centimetri sotto il livello attuale. 
Sul lato interno della porta, al di sopra dell'arco, è visibile un affresco del Settecento, raffigurante san Francesco d'Assisi, ed ora in grave stato di abbandono.
All'esterno la porta si apre su Largo Madonna della Libera e lascia visibile sulla sinistra l'abside della già citata Chiesa ospedaliera di San Benedetto.

## Porta San Benedetto
È collocata al centro del tratto occidentale delle mura, non lontano da Porta San Francesco. Pur trattandosi di un accesso secondario alla città, in quanto solo pedonale, merita rilievo poiché unico ad essere rimasto intatto nella primitiva struttura architravata. 
Fino agli anni Cinquanta del Novecento la porta era quasi del tutto inglobata in una torre medievale, il torrione Brocchetti, e internamente l'accesso era interrato. Nel 1952 il torrione fu parzialmente sacrificato e la porta, dimenticata per secoli, fu riaperta: scavando il terrapieno retrostante fu realizzata una scala per raggiungere la soprastante piazza Regina Margherita. Agli scavi prese parte l'archeologo Filippo Coarelli.

## Porta San Pietro
Anticamente detta  Bellona ed ubicata sul fronte settentrionale del recinto urbano,  Porta San Pietro è il principale innesto al sistema stradale urbano. 
In origine la porta doveva essere strutturalmente identica a Porta San Francesco, con dei pilastri laterali in opera poligonale, un architrave monolitico, un vestibolo ed una controporta. Oggi di tale struttura rimane solo qualche reminiscenza. Difatti: il 6 aprile 1850, ce lo racconta Angelo Sacchetti Sassetti, la visita di Papa Pio IX mise di fronte la carrozza papale dello stesso alla più stretta porta di San Pietro. 
I cittadini però questa volta proposero di portare in braccio la carrozza pur di non veder abbattuta parte della storia della città. 
Nulla da fare, perché arrivò solerte l'ordine di Papa Pio IX di abbattere la porta per permettere il passaggio della carrozza stessa ed evitare la turpe fatica ai cittadini che si erano proposti di prenderla a spalla. 
Un gruppo di uomini distinti e in abito nero, e non certo senza versar sudore, ebbero il disonore di cambiare per sempre una delle entrate monumentali della città.
La Porta assunse il nome di San Pietro in epoca paleocristiana, quando con tale nome fu indicato il colle verso cui guarda la porta: su di esso era sorta una chiesa dedicata all'apostolo e un convento, ma in epoca precristiana vi sorgeva un tempio dedicato alla Dea Bellona.
L'ingresso, benché privo del caratteristico architrave monolitico, conserva sulle pietre terminali degli stipiti due arcaici bassorilievi di notevole interesse archeologico, seppur notevolmente danneggiati, uno dei quali è stato interpretato come raffigurazione della dea Bellona; l'altro è presumibilmente legato a Priapo ed al culto della fertilità.
La recente pavimentazione stradale riproduce, in pianta, la struttura dell'antica porta.

## Porta Portati
È l'unica delle porte a non portare un nome religioso. Si affaccia a nord-est e guarda verso Veroli. Era la seconda uscita del decumano massimo che, nella struttura data alla città sotto i romani, attraversava la città da est a ovest. 
In epoca medioevale venne fortificata per mezzo di un torrione presentante un triplice coronamento archivoltato, eretto in semplice pietra calcarea in sostituzione dell'antico monolite ciclopico, andato distrutto. Della porta originaria resta qualche pietra basale in opera poligonale, benché la struttura difensiva (porta, vestibolo e controporta) sia stata sempre mantenuta.
In epoca moderna, la maggior dolcezza della porta San Pietro, a lei prossima, ne ha fatto decadere l'uso: esiste tuttavia un cammino murario molto ben conservato tra le due porte.

## Porta San Nicola

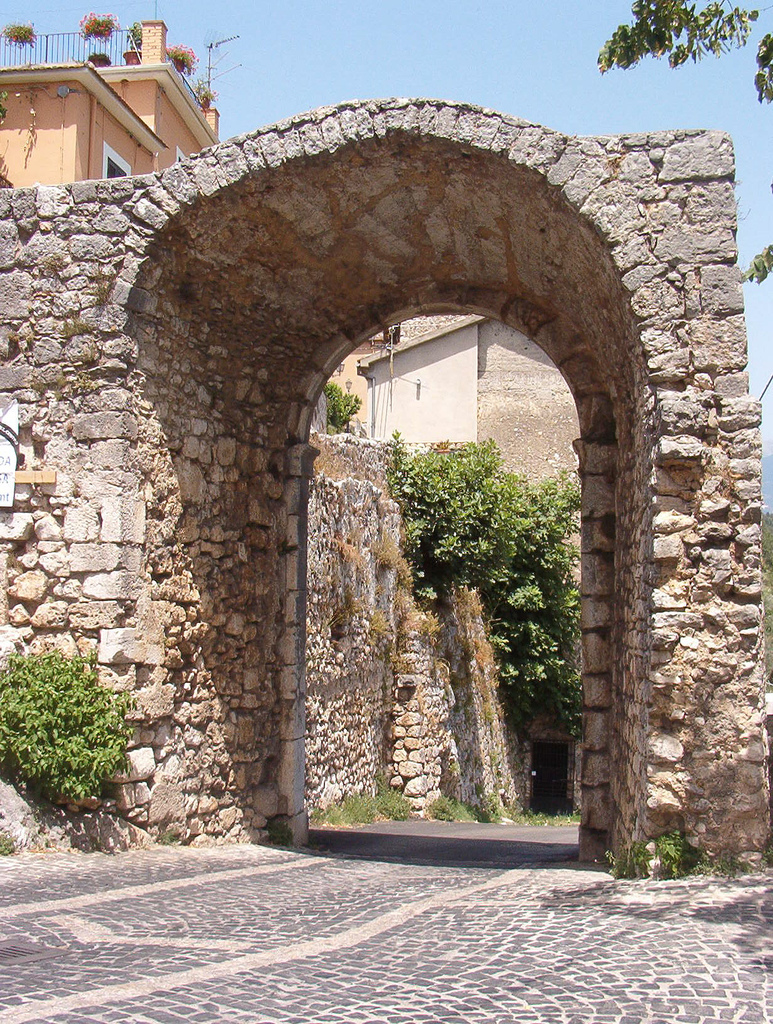
Porta San Nicola (interno)

Porta San Nicola è situata all'estremità del tratto orientale delle mura ed è la più grande per altezza. 
Il varco nelle mura venne ad assumere il ruolo di porta nel medioevo ed è stata più volte ricostruita nei secoli fino ad assumere le forme attuali con un bugnato ottocentesco, disegnato dall'architetto Pierre Subleyras. 
L'incuria e la malagestione hanno lasciato che Porta San Nicola, benché in piedi, sia quasi cadente.

## Portadini

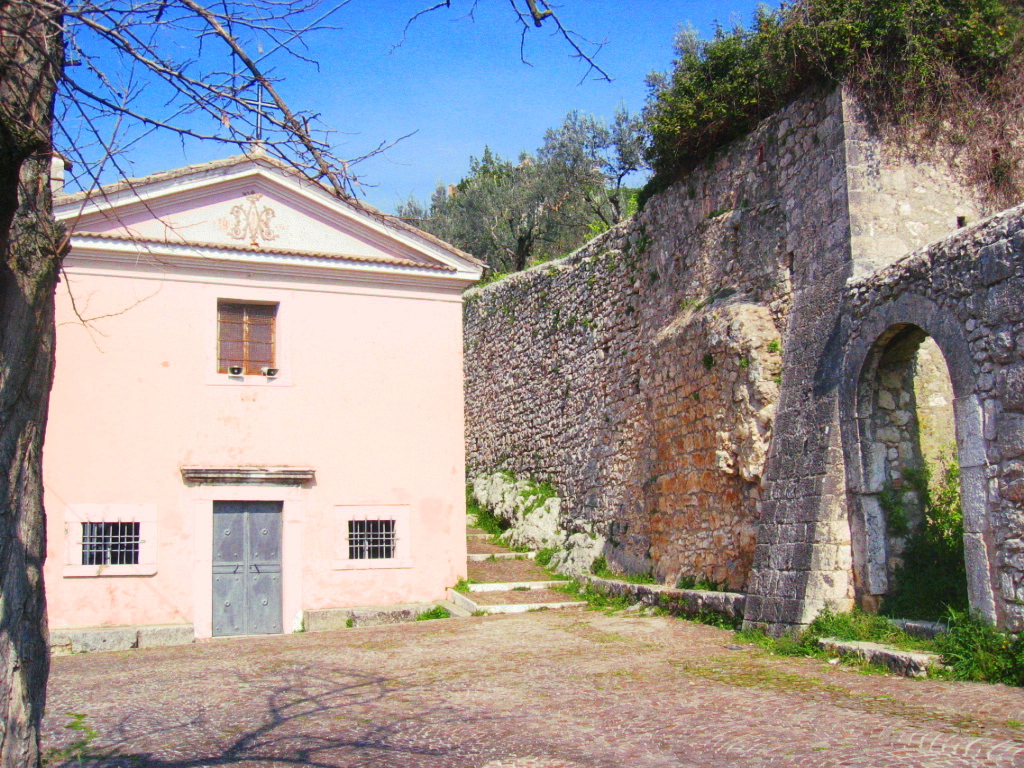
Portadini con la vicina chiesa

Il lato meridionale della città che era quello più soggetto agli attacchi dei nemici che provenivano dalla Valle del Sacco era apparentemente sprovvisto di un accesso. In realtà esisteva una piccola porta, detta Portadini che consentiva alla popolazione di raggiungere i campi sottostanti. Presso la porta sorse anche una piccola chiesa detta di Portadini.